# Persone di nome Gilberto
| Questa pagina contiene informazioni ricavate automaticamente dalle voci biografiche con l'ausilio del template Bio e di un bot. L'aggiornamento è periodico e automatico e ricostruisce completamente la pagina. Se manca una persona in questa lista, sei pregato di non aggiungerla, ma accertati piuttosto che la sua voce biografica contenga il template Bio e che i dati anagrafici siano correttamente compilati. Se il template Bio manca, inseriscilo tu stesso o, in alternativa, metti l'avviso {{tmp\|Bio}} che ne segnala la mancanza. Se i dati riportati sono sbagliati, correggi direttamente la voce biografica; le modifiche saranno visibili in questa lista entro pochi giorni. Per chiarimenti vedi il progetto antroponimi. La lista contiene solo le 127 persone che sono citate nell'enciclopedia e per le quali è stato implementato correttamente il template Bio. Pagina aggiornata al 22 lug 2025. |

Questa è una lista di persone presenti nell'enciclopedia che hanno il nome Gilberto, suddivise per attività principale.

## Allenatori di calcio(6)
- Gilberto Angelucci, allenatore di calcio e ex calciatore venezuelano (Portuguesa, n. 1967)
- Betinho, allenatore di calcio e ex calciatore brasiliano (San Paolo, n. 1966)
- Gilberto D'Ignazio Pulpito, allenatore di calcio e ex calciatore italiano (Putignano, n. 1968)
- Gilberto Alves, allenatore di calcio e ex calciatore brasiliano (Nova Lima, n. 1950)
- Gilberto Martínez, allenatore di calcio e ex calciatore costaricano (Golfito, n. 1979)
- Gilberto Yearwood, allenatore di calcio e ex calciatore honduregno (La Lima, n. 1956)

## Arbitri di calcio(2)
- Gilberto Dagnello, ex arbitro di calcio italiano (Trieste, n. 1960)
- Gilberto de Almeida Rêgo, arbitro di calcio brasiliano (Belém, n. 1881 - Belém, † 1961)

## Attivisti(1)
- Betico Croes, attivista e politico olandese (n. 1938 - † 1986)

## Attori(1)
- Gilberto Idonea, attore italiano (Catania, n. 1946 - Catania, † 2018)

## Bassisti(1)
- Gilberto Faggioli, bassista italiano (Cles, n. 1945)

## Calciatori(29)
- Gilberto Baires, calciatore salvadoregno (La Paz, n. 1990)
- Gilberto Bonini, ex calciatore italiano (Lecco, n. 1957)
- Gilberto Batista, calciatore guineense (n. 2003)
- Gilberto Alves de Souza, calciatore brasiliano (Porto Alegre, n. 1946 - Viamão, † 2022)
- Gilberto Flores, calciatore paraguaiano (n. 2003)
- Gilberto García, ex calciatore colombiano (Santa Marta, n. 1987)
- Gilberto da Silva Melo, ex calciatore e giocatore di calcio a 5 brasiliano (Rio de Janeiro, n. 1976)
- Gilberto Gomes, ex calciatore portoghese (Mirandela, n. 1959)
- Gilberto Hernández, calciatore panamense (Colón, n. 1997 - Colón, † 2023)
- Gilberto Jiménez, ex calciatore messicano (Città del Messico, n. 1973)
- Gilberto Macena, calciatore brasiliano (Rio de Janeiro, n. 1984)
- Gilberto Mancini, ex calciatore italiano (Castelraimondo, n. 1954)
- Gilberto Mora, calciatore messicano (Tuxtla Gutiérrez, n. 2008)
- Gilberto Moraes Júnior, calciatore brasiliano (Campinas, n. 1993)
- Gilberto Murgas, ex calciatore salvadoregno (El Refugio, n. 1981)
- Gilberto Noletti, calciatore italiano (Cusano Milanino, n. 1941 - Forlì, † 2024)
- Gilberto Palacios, ex calciatore paraguaiano (Asunción, n. 1980)
- Gilberto Manuel Pereira da Silva, calciatore portoghese (Guimarães, n. 1987)
- Gilberto Pogliano, calciatore italiano (Torino, n. 1908 - Torino, † 2002)
- Gilberto Reis, ex calciatore capoverdiano (n. 1986)
- Gilberto Ribeiro Gonçalves, ex calciatore brasiliano (Andradina, n. 1980)
- Gilberto Rodríguez Pérez, calciatore spagnolo (Los Silos, n. 1941 - † 2018)
- Adul Seidi, calciatore guineense (Bissau, n. 1992)
- Gilberto Sepúlveda, calciatore messicano (Guasave, n. 1999)
- Gilberto Silva, ex calciatore brasiliano (Lagoa da Prata, n. 1976)
- Gilberto Oliveira Souza Júnior, calciatore brasiliano (Piranhas, n. 1989)
- Gilberto Velásquez, ex calciatore paraguaiano (Asunción, n. 1983)
- Gilberto dos Santos Souza Júnior, calciatore brasiliano (Serrinha, n. 1988)
- Gilberto Galdino dos Santos, ex calciatore brasiliano (Recife, n. 1976)

## Cantanti(3)
- Gilberto Gil, cantante, musicista e politico brasiliano (Salvador, n. 1942)
- Gilberto Mazzi, cantante e attore italiano (Alessandria, n. 1909 - Roma, † 1978)
- Gilberto Santa Rosa, cantante portoricano (n. 1962)

## Cardinali(1)
- Gilberto Agustoni, cardinale e arcivescovo cattolico svizzero (Sciaffusa, n. 1922 - Roma, † 2017)

## Cestisti(1)
- Gilberto Clavell, cestista portoricano (Mayagüez, n. 1989)

## Chitarristi(1)
- Gilberto Ziglioli, chitarrista, paroliere e compositore italiano (Milano, n. 1948)

## Ciclisti su strada(2)
- Gilberto Simoni, ex ciclista su strada e mountain biker italiano (Palù di Giovo, n. 1971)
- Gilberto Vendemiati, ex ciclista su strada italiano (Ferrara, n. 1940)

## Compositori(1)
- Gilberto Cappelli, compositore italiano (Predappio, n. 1952)

## Criminali(1)
- Gilberto Rodríguez Orejuela, criminale colombiano (San Sebastián de Mariquita, n. 1939 - Butner, † 2022)

## Critici letterari(1)
- Gilberto Lonardi, critico letterario italiano (Verona, n. 1937)

## Diplomatici(1)
- Gilberto Bosques Saldívar, diplomatico messicano (Chiautla, n. 1892 - † 1995)

## Dirigenti sportivi(1)
- Gilberto Milani, dirigente sportivo e pilota motociclistico italiano (Milano, n. 1932 - Varese, † 2021)

## Economisti(1)
- Gilberto Kassab, economista, politico e ingegnere brasiliano (San Paolo, n. 1960)

## Filosofi(1)
- Gilberto Corbellini, filosofo e saggista italiano (Cadeo, n. 1958)

## Fisici(2)
- Gilberto Bernardini, fisico italiano (Fiesole, n. 1906 - Fiesole, † 1995)
- Gilberto Govi, fisico, politico e patriota italiano (Mantova, n. 1826 - Roma, † 1889)

## Giocatori di baseball(1)
- Gilberto Gerali, ex giocatore di baseball e allenatore di baseball italiano (Parma, n. 1961)

## Giornalisti(4)
- Gilberto Boris Brusa, giornalista e scultore italiano (Monza, n. 1921 - Monza, † 2019)
- Gilberto Evangelisti, giornalista italiano (Alatri, n. 1928 - Roma, † 2011)
- Gilberto Forti, giornalista, scrittore e traduttore italiano (Roma, n. 1922 - Milano, † 1999)
- Gilberto Squizzato, giornalista, regista e autore televisivo italiano (Busto Arsizio, n. 1949)

## Imprenditori(2)
- Gilberto Benetton, imprenditore italiano (Treviso, n. 1941 - Treviso, † 2018)
- Gilberto Ferri, imprenditore italiano (Pescara, n. 1920 - Pescara, † 2011)

## Ingegneri(1)
- Gilberto Colombo, ingegnere, imprenditore e progettista italiano (Milano, n. 1921 - Milano, † 1988)

## Logici(1)
- Gilberto Porretano, logico, teologo e vescovo cattolico francese (Poitiers, n. 1070 - † 1154)

## Lottatori(1)
- Gilberto Gramellini, lottatore italiano (Forlì, n. 1930 - Belgrado, † 2013)

## Militari(2)
- Gilberto Caselli, militare e aviatore italiano (Sassuolo, n. 1909 - Villa Mayor, † 1937)
- Gilberto Errera, militare, aviatore e ingegnere italiano (Torino, n. 1894 - Venezia, † 1966)

## Musicisti(1)
- Joe Cuba, musicista statunitense (New York, n. 1931 - New York, † 2009)

## Musicologi(1)
- Gilberto Pressacco, musicologo, direttore di coro e presbitero italiano (Sedegliano, n. 1945 - Udine, † 1997)

## Nobili(9)
- Giberto Borromeo, nobile e politico italiano (Milano, n. 1460 - Milano, † 1508)
- Gilberto I di Gévaudan, nobile francese (Millau - † 1111)
- Gilberto di Brionne, nobile normanno († 1040)
- Gilberto II Pio di Savoia, nobile spagnolo (n. 1717 - Madrid, † 1776)
- Gilberto di Clare, VII conte di Gloucester, nobile e condottiero inglese (Christchurch, n. 1243 - Monmouth, † 1295)
- Gilberto della Scala, nobile italiano (Verona, † 1335)
- Gilberto di Clare, VIII conte di Gloucester, nobile britannico (Scozia, † 1314)
- Gilberto di Clare, I conte di Pembroke, nobile normanno (Tonbridge - † 1148)
- Gilberto Fitz Richard, II barone di Clare, nobile normanno (Clare)

## Nuotatori(1)
- Gilberto Elsa, nuotatore italiano (Lecco, n. 1938 - Milano, † 1985)

## Pallavolisti(2)
- Gilberto de Godoy, pallavolista brasiliano (Londrina, n. 1976)
- Gilberto Passani, ex pallavolista italiano (Parma, n. 1961)

## Partigiani(1)
- Gilberto Malvestuto, partigiano italiano (Sulmona, n. 1921 - Sulmona, † 2023)

## Piloti motociclistici(1)
- Gilberto Parlotti, pilota motociclistico italiano (Zero Branco, n. 1940 - Isola di Man, † 1972)

## Pittori(2)
- Gilberto Almeida, pittore ecuadoriano (San Antonio de Ibarra, n. 1928 - San Antonio de Ibarra, † 2015)
- Gilberto Todini, pittore italiano (Monte Giberto, n. 1701 - Fermo)

## Poeti(2)
- Gilberto Isella, poeta, traduttore e critico letterario svizzero (Lugano, n. 1943)
- Gilberto Sacerdoti, poeta e traduttore italiano (Padova, n. 1952)

## Politici(6)
- Gilberto Amado, politico brasiliano (Estância, n. 1887 - Rio de Janeiro, † 1969)
- Gilberto Bonalumi, politico e giornalista italiano (Bergamo, n. 1941)
- Gilberto Concepcion de Gracia, politico portoricano (Vega Alta, n. 1909 - Santurce, † 1968)
- Gilberto R. Limón, politico e generale messicano (Álamos, n. 1895 - † 1988)
- Gilberto Pichetto Fratin, politico italiano (Veglio, n. 1954)
- Gilberto Teodoro, politico e imprenditore filippino (Manila, n. 1964)

## Presbiteri(1)
- Gilberto di Sempringham, presbitero, religioso e santo inglese (Sempringham - Sempringham, † 1189)

## Registi(1)
- Gillo Pontecorvo, regista, sceneggiatore e attore italiano (Pisa, n. 1919 - Roma, † 2006)

## Rugbisti a 15(2)
- Gilberto Luchini, ex rugbista a 15 italiano (Roma, n. 1950)
- Gilberto Pavan, ex rugbista a 15 e allenatore di rugby a 15 italiano (Conegliano, n. 1986)

## Scacchisti(2)
- Gilberto Hernández, scacchista messicano (Ébano, n. 1970)
- Gilberto Milos, scacchista brasiliano (São Paulo, n. 1963)

## Sceneggiatori(1)
- Gilberto Braga, sceneggiatore e autore televisivo brasiliano (Rio de Janeiro, n. 1945 - Rio de Janeiro, † 2021)

## Scrittori(6)
- Gilberto Cavicchioli, scrittore e politico italiano (Mantova, n. 1939)
- Gilberto Freyre, scrittore, pittore e sociologo brasiliano (Recife, n. 1900 - Recife, † 1987)
- Gilberto di Gembloux, scrittore e abate belga (Gembloux, n. 1124 - Florennes, † 1213)
- Gilberto Gilioli, scrittore e antifascista italiano (Como, n. 1902 - Milano, † 1985)
- Gilberto Salmoni, scrittore e superstite dell'Olocausto italiano (Genova, n. 1928)
- Gilberto Severini, scrittore italiano (Osimo, n. 1941 - Osimo, † 2025)

## Scultori(1)
- Gilberto Zorio, scultore italiano (Andorno Micca, n. 1944)

## Sociologi(1)
- Gilberto Antonio Marselli, sociologo italiano (Caserta, n. 1928 - Napoli, † 2019)

## Teorici dell'architettura(1)
- Gilberto Oneto, teorico dell'architettura e giornalista italiano (Biella, n. 1946 - Verbania, † 2015)

## Terroristi(1)
- Gilberto Cavallini, ex terrorista italiano (Milano, n. 1952)

## Vescovi(2)
- Gilberto di Meaux, vescovo e santo francese (Vermandois - † 1015)
- Gilberto l'Universale, vescovo britannico († 1134)

## Vescovi cattolici(4)
- Gilberto Baroni, vescovo cattolico italiano (San Giorgio di Piano, n. 1913 - Bologna, † 1999)
- Gilberto di Limerick, vescovo cattolico e santo irlandese († 1143)
- Gilberto di Telese, vescovo cattolico italiano
- Gilberto Isfar y Corillas, vescovo cattolico italiano (Palermo - Roma, † 1600)

## Violoncellisti(1)
- Gilberto Crepax, violoncellista italiano (Dolo, n. 1890 - Milano, † 1970)

## Wrestler(1)
- Gilberto Melendez, wrestler portoricano (Orocovis, n. 1933 - Nashville, † 2016)

## Senza attività specificata(7)
- Gilberto di Borbone-Montpensier, conte (Pozzuoli, † 1496)
- Gilberto Drengot, cavaliere medievale normanno (Normandia - † 1018)
- Gilberto di Clare, V conte di Gloucester, conte inglese (n. 1180 - † 1230)
- Gilberto di Borgogna, conte (nei pressi di Parigi, † 956)
- Gilberto di Lotaringia, conte (Andernach, † 939)
- Gilberto di Siria († 1177)
- Gilberto Porro Lambertenghi, marchese, arbitro di calcio e dirigente sportivo italiano (Milano, n. 1883 - Altopiano della Bainsizza, † 1917)